# ミュージック☆ロード
ミュージック☆ロードは、2015年1月10日から2017年9月30日までBS11で放送されていた音楽番組。

## 概要
新世代のアーティスト創出のためSDRオーディションと連携し、
全国のダイヤの原石を発掘・全面バックアップする音楽バラエティ番組。

## 番組内容
主に、アーティストの卵ブロックとスーパークリエイターブロックで構成される。

### アーティストの卵ブロック
ボーカリスト、ギタリスト、ドラマー、アレンジャー、作詞家、作曲家など、
音楽制作に携わるあらゆる立場のアーティストの卵を紹介する。
さらに、スターダストグループのレコードレーベル「SDR」が行う「SDRオーディション」と連携し、
合格者は番組に様々な形で出演していく。

### スーパークリエイターブロック
柴咲コウ、ヒャダイン、K、FLOWER FLOWER、指田郁也、鴉、LAGOON、Peach、Droog、LeLien、さくらしめじなど、スターダストグループに所属するスーパークリエイター達を徹底取材。
ライブパフォーマンスや舞台裏、新作MVなどを紹介する。

### 「LOVE働く体操」コーナー
柴咲コウがテーマ曲を歌い、いろいろな仕事とその仕事の準備に役立つ体操を音楽にのせて紹介するミニコーナー。
なおこのコーナーのみ、「アイとトスのLOVE働く体操」という単独番組として地上波でも放送されている。
- テレ玉 毎週土曜 17:55 - 18:00
- サンテレビ 毎週土曜 17:40 - 17:45

## 出演者
- MC：ブラザートム
- アシスタントMC：佐藤栞里

## 番組スタッフ
- 構成：丹羽周、廣瀬公乃、山本有宇介
- ナレーター：中村道生
- 技術協力：池田屋、タムコ、レック
- 編集・MA：オムニバス・ジャパン
- 演出：竹田真
- 協力プロデューサー : 村山憂香里（スターダスト音楽出版）、海老原俊之（BARZHOUSE）
- プロデューサー：藤下リョウジ（スターダストプロモーション）、菅谷憲（スターダスト音楽出版）、宮井晶（スターダスト音楽出版）、有賀達也（タッチプランニング）、西原慎太郎（BS11）
- エグゼクティブプロデューサー : 細野義朗（スターダストプロモーション）
- 制作協力：タッチプランニング
- 制作：スターダスト音楽出版
- 制作著作：SDR